# Buckhornita
La buckhornita és un mineral de la classe dels sulfurs. Rep el nom per la mina Buckhorn (Colorado, Estats Units), la seva localitat tipus.

## Característiques
La buckhornita és una sulfosal de fórmula química AuPb₂BiTe₂S₃. Cristal·litza en el sistema ortoròmbic. La seva duresa a l'escala de Mohs és 2,5. És l'anàleg amb AuPbS de la jaszczakita.
Segons la classificació de Nickel-Strunz, la buckhornita pertany a «02.H - Sulfosals de l'arquetip SnS, amb Cu, Ag, Fe, Sn i Pb» juntament amb els següents minerals: aikinita, friedrichita, gladita, hammarita, jaskolskiïta, krupkaïta, lindströmita, meneghinita, pekoïta, emilita, salzburgita, paarita, eclarita, giessenita, izoklakeïta, kobellita, tintinaïta, benavidesita, jamesonita, berryita, nagyagita, watkinsonita, museumita i litochlebita.

## Formació i jaciments
Va ser descoberta a la mina Buckhorn, situada a la localitat de Jamestown, al comtat de Boulder (Colorado, Estats Units). També ha estat descrita a l'estat de Montana, així com a Noruega, Romania, Bulgària, la República Txeca, Armènia, la República Popular de la Xina i Austràlia.